# Aleksandr Ankvab
Aleksandr Zolotinska-ipa Ankvab (in abcaso Александр Золотинска-иԥа Анқәаб; in russo Александр Золотинскович Анкваб?, Aleksandr Zolotiskovič Ankvab; in georgiano ალექსანდრე ზოლოტინსკის ძე ანქვაბი?, Aleksandre Zolot'insk'is-dze Ankvabi; Sukhumi, 26 dicembre 1952) è un politico abcaso, già Presidente e Primo Ministro della repubblica separatista d'Abcasia.

## Biografia
Nato nella capitale abcasa Sukhumi, Ankvab si laureò in giurisprudenza nell'Università di Rostov e lavorò come ufficiale del Komsomol per diversi anni. Lavorò tra il 1975 e il 1981 come funzionario del Ministero di Giustizia della Repubblica Socialista Sovietica Autonoma d'Abcasia. Entrò nell'esecutivo del comitato centrale del Partito Comunista di Georgia nel 1981, e venne poi nominato vice-ministro dell'interno della RSS Georgiana nel 1984. Mantenne tale carica fino al termine del dominio sovietico in Georgia nel 1990.
Tra il collasso dell'Unione Sovietica e la costituzione del nuovo stato georgiano, Ankvab entrò a far parte del Supremo Tribunale Sovietico Abcaso. Venne eletto ministro dell'interno del governo separatista dell'Abcasia durante il conflitto contro il governo centrale di Tbilisi tra il 1992 e il 1993. Dopo la vittoria abcasa si trasferì a Mosca nel 1994 e divenne un grande affarista di successo.
Nel 2000 tornò in politica, creando un movimento denominato Aytayra (Rinascita) in opposizione al governo del presidente Vladislav Ardzinba. Nel 2004 annunciò che si sarebbe presentato alla presidenza, ma fu squalificato a causa della sua scarsa conoscenza della lingua abcasa (requisito fondamentale per qualsiasi carica pubblica) e per lo scarso periodo di residenza in Abcasia. Ankvab decise di appoggiare Sergej Bagapš e fu cruciale per il trionfo elettorale di quest'ultimo. La sua nomina a Primo Ministro venne, pertanto, ampiamente prevista.
Dopo la morte inaspettata di Bagapš nel 2011, a seguito di un intervento chirurgico ai polmoni, Ankvab divenne presidente ad interim. Alle successive elezioni presidenziali dello stesso anno, Ankvab raccolse il 55% dei voti, sconfiggendo Sergei Shamba e l'ex vicepresidente e candidato dell'opposizione Raul Khajimba. Rimase presidente fino al 2014, anno in cui fu costretto a dimettersi a causa di una serie di rivolte di piazza contro la sua amministrazione.
Il 24 aprile 2024, Ankvab venne nominato nuovamente primo ministro dal presidente Aslan Bžania. Si dimise ufficialmente, insieme a Bžania, il 19 novembre 2024 a causa di una serie proteste antigovernative contro un accordo di investimento con la Russia.

## Tentativi di assassinio
Ankvab subì sei tentativi di assassinio dalla sua nomina nel 2005. Durante uno di questi attacchi, il 9 luglio 2007, risultò lievemente ferito quando la sua automobile si incendiò a seguito di una bomba nella strada tra Sukhumi e Gudauta. L'Assemblea del Popolo Abcaso chiese al governo di investigare sull'attacco e accusò le «forze distruttive attive all'interno e all'esterno dell'Abcasia» di tentare di destabilizzare la situazione in Abcasia. Il Ministro dell'Interno offrì una ricompensa di 500.000 rubli per informazioni che avrebbero condotto alla cattura degli attentatori. Esistono varie ragioni per gli attentati: un'influente politica georgiana, Konstantine Gabashvili, accusò i servizi segreti russi di tentare di disfarsi di Ankvab.